# قصعين إنتروبتا
قصعين إنتروبتا (بالإنجليزية: Salvia Interrupta)‏ هو نبات معمر ينتمي إلى عائلة الشفويّة، ويتواجدُ في جميع أنحاء سلسلة جبال الأطلس في المغرب، وينمو بين 1,300 إلى 1,500 قدم (400 إلى 460 م) من حيثً الارتفاع في الغابات الشجرية المظللة وعلى منحدرات الحجر الجيري.

## الوصف
يحتوي قصعين إنتروبتا على أوراق ثلاثية الفصوص ذات لون أخضر تفاحي بأحجام مختلفة، مع شعر أبيض قصير على الجانب السفلي، ويبدو أن النبات ينمو في وردة قاعدية. تنمو سيقان الزهور إلى 2 قدم، مع رؤوس – 5-10 أزهار تنمو على سيقان صغيرة متباعدة على نطاق واسع على طول الساق. يشرح التباعد لقب النبات «interrupta»، ويساهم في أناقة ساق الزهرة. ما يقرب من 4 سم أزهار كبيرة وبنفسجية، مع شفة سفلية عريضة يوجد في وسطها خطان أبيضان مميزان يقودان الحشرات إلى حبوب اللقاح والغدد الرحيق بالداخل. تكون السيقان مربعة عندما تكون صغيرة، وتصبح مستديرة عندما تنضج، مع وجود خطين بني أرجواني داكنين مميزين بطول الساق. أحيانًا يتم الخلط بين النبات وشمعدان سالفيا، الذي يحتوي على أوراق غير مقسمة  بالمقارنة مع القصعين بسبب تشابه سيقان الزهور. تبدو قصعين مفغر أيضًا مشابهة لقصعين إنتروبتا حيثُ لها أعناق أطول وتكرر الإزهار بشكل متكرر.
في الزراعة، يبدأ الإزهار عادة في أواخر الربيع أو أوائل الصيف ويتكرر بشدة في أكتوبر. سيقان الزهرة تدوم جيدًا مثل الزهور المقطوفة. في كتابه الكلاسيكي حديقة الزهور الإنجليزية (بالإنجليزية: The English Flower Garden)‏ عام 1933، وصف ويليام روبنسون قصعين إنتروبتا بأنها واحدة من أجمل النباتات الحدودية. تميل السيقان المزهرة الدراماتيكية إلى الضياع وسط النباتات الأخرى، لذلك من الأفضل أن تكون مقدمة الحواف، حيث يمكن رؤية أوراقها المنتظمة عندما لا تكون في حالة ازدهار. كما أنها تعمل بشكل جيد كعينة مفردة مثيرة في وعاء كبير.

## التاريخ
تم وصف قصعين إنتروبتا علميًا لأول مرة في عام 1801 من قبل عالم النبات الدنماركي بيدير كوفود أنكار شوسبو، الذي كان القنصل الدنماركي في طنجة من 1801 إلى 1832. كان شوسبو جامعًا شغوفًا للنباتات في الحديقة النباتية بجامعة كوبنهاغن ووصف العديد من الأنواع من المغرب وموريتانيا. قبل وصفه الرسمي لعام 1801، تم ذكره لأول مرة في مسح غير رسمي للنباتات المغربية حوالي 1791 – 1793 بواسطة شوسبو. بعد وقت قصير من اكتشافه، تم إحضار قصعين إنتروبتا إلى أوروبا في وقت ما قبل عام 1870. بعد أكثر من مائة عام، نما النبات على نطاق واسع في كل من أمريكا الشمالية وأوروبا القارية.